# Igor Anton
Igor Antón Hernández, född den 2 mars 1983 i Galdakao, är en spansk professionell tävlingscyklist från Baskien. Han tävlar för det baskiska UCI ProTour-stallet Euskaltel-Euskadi sedan 2005, samma år som han blev professionell.

## Karriär
Igor Antón vann etapp 16 mellan Almeria och Calar Alto Observatory på Vuelta a España 2006. Han vann den fjärde etappen på Romandiet runt 2007 och slutade sjua sammanlagt i loppet. Han slutade åtta i Vuelta a Españas slutställning samma år.
Under säsongen 2008 vann Antón etapp 2 på Schweiz runt före bland annat Kim Kirchen och Damiano Cunego. Han slutade även tvåa på Euskal Bizikleta under säsongen 2008, sju sekunder efter italienaren Eros Capecchi. Antón slutade tvåa också på den andra etappen av tävlingen. På etapp 8 av Criterium du Dauphiné Libéré slutade spanjoren på sjätte plats bakom Stef Clement, Timothy Duggan, Sébastien Joly, Adam Hansen och Aljaksandr Kutjynski. Han slutade på femte plats i de spanska nationsmästerskapens linjelopp.
Igor Antón vann Subida a Urkiola under säsongen 2009. Den 17 september 2009 slutade Antón på femte plats på etapp 18 av Vuelta de España.
2011 vann Antón etapp 14 upp till Monte Zoncolan sin första etapp någonsin på Giro d’Italia. Under Vuelta a España vann Antón etapp 19 till Bilbao. Etappen var den första som hade målgång i Baskien på 33 år och Anton som kommer från Baskien och tävlar för ett baskiskt lag var märkbart tagen av segern.

## Meriter
2004
etapp 5, Volta Ciclista Internacional a Lleida
3:a, Spanska U23-nationsmästerskapen - linjelopp
2006
etapp 16, Vuelta a España 2006
Escalada a Montjuïc 
3:a, Subida a Urkiola
6:a, etapp 18, Vuelta a España
2007
etapp 4, Romandiet runt
2:a, GP Rota dos Móveis
etapp 3, GP Rota dos Móveis
3:a, etapp 4, Criterium du Dauphiné Libéré
3:a, etapp 4, GP Rota dos Móveis
5:a, etapp 19, Vuelta a España
7:a, Romandiet runt
8:a, Vuelta a España
etapp 10, Vuelta a España
2008
etapp 2, Schweiz runt
2:a, Euskal Bizikleta
2:a, etapp 2, Euskal Bizikleta
2009
Subida a Urkiola
2010
etapp 3, Vuelta a Castilla y León
2:a, GP Miguel Indurain
2011
etapp 14, Giro d’Italia
etapp 19, Vuelta a España

## Stall
- Euskaltel-Euskadi 2005–